# Spalone stodoły
Spalone stodoły (fr. Les Granges brûlées) – francuski kryminał z 1973 roku. W Polsce znany też pod tytułem Farma na wzgórzu.

## Główne role
- Alain Delon – Sędzia Pierre Larcher
- Simone Signoret – Rose
- Paul Crauchet – Pierre
- Bernard Le Coq – Paul
- Christian Barbier – Oficer żandarmerii
- Pierre Rousseau – Louis
- Miou-Miou – Monique
- Jean Bouise – Dziennikarz
- Catherine Allégret – Françoise
- Béatrice Costantini – Lucile

## Opis fabuły
W okolicach gospodarstwa zostają znalezione zwłoki młodej kobiety. Śledztwo prowadzi sędzia Larcher. Podejrzewa, że w sprawę mogą być zamieszani rolnicy Rose i Paul.